# یواس‌اس کاتیدید (اس‌پی-۹۵)
یواس‌اس کاتیدید (اس‌پی-۹۵) (به انگلیسی: USS Katydid (SP-95)) یک کشتی بود که طول آن ۴۰ فوت (۱۲ متر) بود. این کشتی در سال ۱۹۱۲ ساخته شد.